# Yapacanamyrfågel
Yapacanamyrfågel (Aprositornis disjuncta) är en fågel som ensam placeras i släktet Aprositornis inom familjen myrfåglar.

## Utbredning och systematik
Den förekommer i östra Colombia, sydvästra Venezuela och nordvästra Brasilien (Amazonas).

## Status och hot
IUCN kategoriserar arten som livskraftig.

## Namn
Cerro Yapacana är ett platåberg (tepuí) i delstaten Amazonas i södra Venezuela.